# Musée d'histoire et d'art de Mytichtchi
Le Musée d'histoire et d'art de Mytichtchi est le musée central du district municipal de Mytichtchi. Il a été ouvert en 1962.

## Historique
Le musée a été ouvert le 4 décembre 1962. Depuis 1987, il occupe le rez-de-chaussée du 4 de la rue de la Paix, à Mytichtchi. La plupart des pièces exposées le sont depuis cette date.

## Collections
L'exposition permanente est répartie dans sept salles. Deux autres sont consacrées à des expositions temporaires.

### Salle 1 - Histoire
La première salle contient des pièces archéologiques découvertes dans le district de Mytichtchi.
Mytichtchi comprend dans son périmètre l'ancien village de Taïninskoïe (anciennement Toninskoïe), un domaine héréditaire des grands-princes de Moscou et des souverains russes, où ils ont séjourné depuis le début du XVe siècle. C'était une des résidences de prédilection d’Ivan le Terrible et un des centres de l’opritchnina. Le tsar Alexei Mikhailovich s'y arrêta souvent sur le chemin du pèlerinage vers la Cathédrale de la Trinité de Serguiev Possad, dans un « palais de voyage » construit spécialement.
Le musée évoque cette période, et présente d'autres pièces sur l'histoire de la région de Mytichtchi au Moyen Âge.
D'autres documents concernent la  construction du premier aqueduc de Moscou (1779-1804), apportant à la capitale l'eau des  sources de Mytichtchi, abondantes dans le cours supérieur de la rivière Iaouza.

### Salle 2 - Domaines
La seconde salle du musée est consacrée aux dépendances de personnalités russes des XVIIIe et XXe siècles et à leurs hôtes.
L'ensemble constitué par le palais et le parc du domaine de Marfino (ru) est unique. Il a été la propriété de membres de grandes familles aristocratiques russes, les Galitzine, les Saltykov et les Panine. L'écrivain et historien Nikolaï Karamzine, et les poètes Ivan Dmitriev, et Vassili Lvovitch Pouchkine y ont séjourné.
Les domaines de Nikolskoïe-Prozorovskoïe (ru) et Rojdestveno-Souvorovo appartenaient à la famille d'Alexandre Souvorov, généralissime des armées russes. Le poète et héros de la guerre de 1812 Denis Davydov a vécu et écrit ses mémoires dans le domaine de Mychetski.
Le fabuliste russe Ivan Krylov a passé deux années à Vinogradov, où séjournèrent aussi l'historien et géographe Vassili Tatichtchev, le poète et homme politique Gavrila Derjavine et de nombreux écrivains de la fin du XVIIIe siècle au début du XXe siècle.
Le romancier et satiriste Mikhaïl Saltykov-Chtchedrine, auquel appartint quinze ans le domaine de Vitenevo, y a travaillé à l'Histoire d'une ville, aux Golovleff et à d'autres de ses œuvres. Il y a accueilli le poète Nikolaï Nekrassov, l'écrivain Ivan Tourgueniev, le poète Alexeï Plechtcheïev et l'éditeur et critique Alexeï Souvorine.
Le domaine de Lioubimovka a vu débuter l’activité créatrice du comédien et metteur en scène de théâtre Constantin Stanislavski, et Anton Tchekhov y a travaillé  sur la pièce La Cerisaie.
Mytichtchi est évoquée également dans Guerre et Paix de Léon Tolstoï et a été représentée dans des tableaux de Vassili Perov (Thé à Mytichtchi près de Moscou, Procession de campagne pour Pâques) et de Vassili Sourikov (La Boyarde Morozova).

### Salle 3 - Révolution industrielle
La troisième salle présente l'histoire de Mytichtchi à la fin du XIXe siècle et au début du XXe siècle, au moment de la révolution industrielle. Y figure l'une des premières œuvres exposées dans le musée, Mytichtchi en 1875, de V. Zotov, , ainsi qu'un tableau d'A. Soloviov, La gare de Mytichchi en 1888.
Une collection unique de briques estampillées rappelle les premières fabriques de briques locales. D'autres  documents originaux présentent l’histoire de l’usine de construction de wagons de Mytichtchi (à présent Metrovagonmash et MMZ), fondée par Savva Mamontov, Konstantin Artsybouchev (ru) et A.V. Bari.

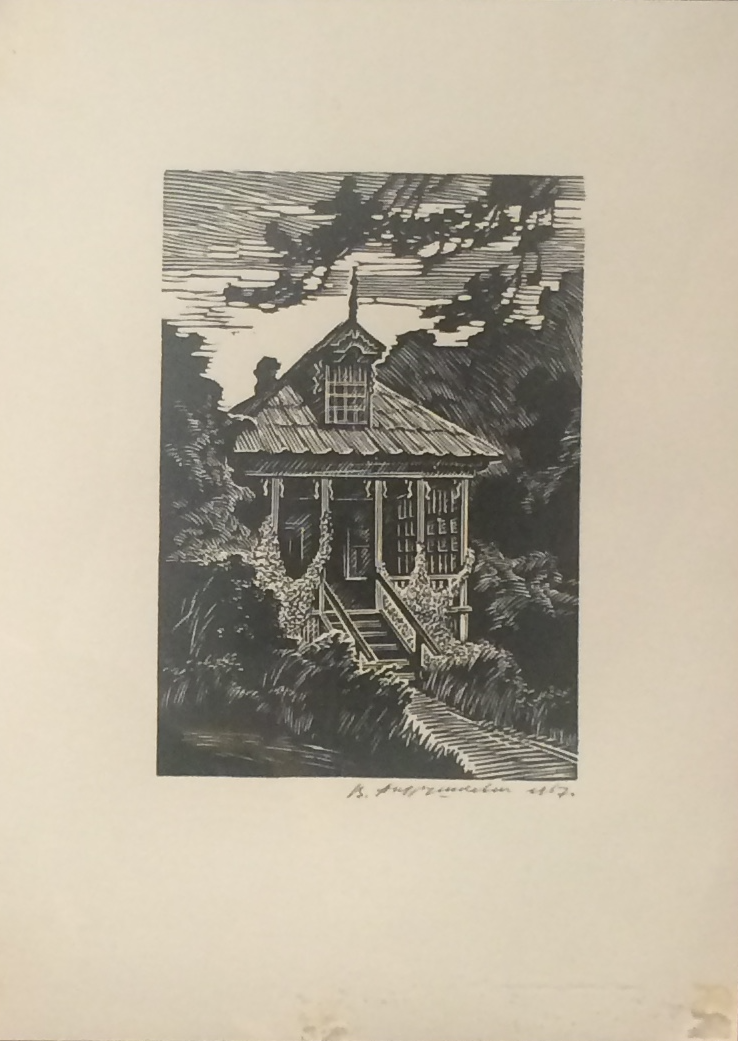
Datcha - Gravure d'Androutchikevitch exposée au musée d'histoire et d'art de Mytichtchi

Une collection de cartes postales de 1911-1914 a préservé les vues pittoresques de l'ancien village de datcha, fondé à la fin du XIXe siècle par les célèbres marchands de thé Perlov.

### Salle 4 - Grande guerre patriotique
La salle présente des documents locaux sur la Grande guerre patriotique (1941-1945), notamment sur les combats sur la ligne de défense Lobnenski lors de la bataille de Moscou en novembre-décembre 1941.

### Salle 5 - Art, artisanat et traditions populaires
Cette salle est consacrée à la culture et aux arts populaires, et notamment à deux productions locales, qui ont une histoire de deux siècles, et une renommée internationale : les miniatures en laque de Fedoskino et les coffrets et plateaux de métal de Jostovo, décorés avec des arrangements floraux uniques en grâce et en couleur.

### Salle 6 - Poètes
Cette salle est consacrée au poète Dmitri Kerdrine (ru) et au poète et traducteur Nikolaï Glazkov (ru) et en présente des objets personnels, des éditions rares et des manuscrits.
Une collection littéraire portant le nom de Kerdrine y rassemble les œuvres de poètes contemporains de Mytichtchi.

### Salle 7 - Viktor Popkov
Ce musée-atelier de l'artiste Viktor Popkov (ru) a été ouvert en 1989. Il présente plusieurs de ses œuvres, dont des esquisses de ses peintures les plus célèbres Les bâtisseurs de la centrale hydroélectrique de Bratsk, et Deux et des effets personnels du peintre.